# Folke Engström
Folke August Engström, född 31 mars 1856 i Jönköping, död 24 augusti 1926 i Lunds domkyrkoförsamling, var en svensk astronom.
Engström student vid Lunds universitet 1875, filosofie kandidat 1875, filosofie licentiat 1881 och filosofie doktor 1882. Han var amanuens vid Lunds observatorium 1879–88, blev docent i astronomi 1881 och observator 1890. 
Engström var verkställande direktör i Skånska livränteanstalten från 1892 och ledamot av direktionen för Lunds hospital från 1898. Han blev ledamot av Fysiografiska sällskapet i Lund 1884 och var censor vid studentexamina från 1906.
Tillsammans med Nils Dunér utförde Engström zonobservationer vid Lunds observatorium 1879-95, publicerade 1896, och utgav dessutom Bestämning af banan för komet 1847 II (1881) och Bestämning af Lunds observatorii polhöjd (1889).